# Dozza
Dozza – miejscowość i gmina we Włoszech, w regionie Emilia-Romania, w prowincji Bolonia.
Według danych na styczeń 2009 gminę zamieszkiwały 6434 osoby przy gęstości zaludnienia 265,5 os./1 km².